# Raj Babbar
Raj Babbar (Agra, 23 giugno 1952) è un attore indiano.

## Filmografia parziale
Cinema
- Insaf Ka Tarazu, regia di B. R. Chopra (1980)
- Umrao Jaan, regia di Muzaffar Ali (1981)
- Agar Tum Na Hote, regia di Lekh Tandon (1983)
- Aaj Ki Awaaz, regia di Ravi Chopra (1984)
- Dalaal, regia di Partho Ghosh (1993)
- Yaraana, regia di David Dhawan (1995)

Televisione
- Mahabharat (1988-1990)